# ザクのバリエーション
ザクのバリエーションでは、アニメ「ガンダムシリーズ」に登場する架空の有人操縦式人型機動兵器「モビルスーツ (MS)」の一種であるザクのバリエーションのうち、以下の機体群を除いた機体について解説する。
- MS-04の型式番号をもち、「プロトタイプザク」などと呼称される機体群についてはザクI#プロトタイプザクを。
- MS-05の型式番号をもち、「旧ザク」や「ザクI」と呼称される機体群についてはザクIを。
- MS-06の型式番号をもつ機体のうち、
  - 「ザク」や「ザクII」と呼称され、機能を特化していない機体群に関してはザクIIを。
  - 宇宙用の高機動型については高機動型ザクIIを。
  - 陸戦用のバリエーションについては陸戦型ザクIIを。
  - 水陸両用のバリエーションについてはザク・マリンタイプを。
  - 作業用のバリエーションについては作業用ザクIIを。

また、本記事では便宜上、その後のザクの流れを汲む機体群の一部や、『∀ガンダム』に登場する「ボルジャーノン」についても解説する。

## ザク強行偵察型
メカニックデザイン企画『モビルスーツバリエーション (MSV)』、および『機動戦士Ζガンダム』に登場。ザクIIの偵察仕様。
母体機については、C型やF型からとした資料と、C型をベースに開発され、量産機はF型の生産ラインで作られたとする資料がある。また、ソロモンやア・バオア・クーでC型やF型から改造したとする資料と、ソロモンやア・バオア・クーで生産されたとする資料の両方が存在する。情報収集性能や機動性を高めるために、頭部のモノアイを、縦ロール軸を設け、高精度の複合式にしたり、頭部に短距離通信用アンテナを設けたり、ランドセルをS型の改良型に改装するなど変更がなされている。また、左右胸部には緊急離脱用ロケット2基を、両肩をはじめ機体の各部には、カメラもしくはセンサーと小型スラスターが増設されている。機体内燃料スペースは通常型より10％増加している。基本的にセンサーと兵器状の外見の「カメラ・ガン」を用いた偵察を行うため武装は持たないが、必要があれば即時武装化も可能であり（これは開発当初からの軍部の要求に基づく物であり、国力の限られたジオン公国には、非武装の純偵察用MSを遊ばせておく余裕が無く、偵察用MSも有事の攻撃用戦力として期待されていたためである。そのため、その攻撃能力を損なわないよう、通常型から偵察型への改造は必要最低限の部分に留まっている）、一部の部隊では戦力不足からかザクマシンガンを装備している。右肩大型シールドと左肩接近戦用スパイクアーマーを撤去し、機体の装甲が薄いため、戦闘に向かないとする資料もあるようだが、一説には装甲は標準機と変わらずS型なみの戦闘力を有する、あるいは通常機に遜色はないとも言われ、定説を見ない。総生産数は100機近くと極めて少ない。
開発当初の型式番号は「RMS-06」だったが、ジオン軍の型式番号統一により「MS-06E」に改められている。
カラーリングについては、暗視塗装としての藍色や濃灰色以外にもエース機なみの目立った塗装を施すパイロットも見られ、熟練パイロットへのジオン軍の温情が垣間見られる。MS-06E-3 ザクフリッパーというマイナーチェンジ型も存在している。なお、近藤和久によるOVA『機動戦士ガンダム0080』のためのイメージイラストには、この派生型としてアイザックのように後頭部がレドーム状になったザクIIが描かれている。
一年戦争序盤におけるジオン軍の大勝の影の立役者ともいえ、連邦軍からの評価も高かったようで、終戦時に連邦軍によって接収される。一部の機体はグリプス戦役においてもコクピットの形状や偵察用の機材、スラスター類を最新のモノに更新・実戦投入されており、『機動戦士Ζガンダム』の第10話に月面で偵察活動を行うティターンズ所属の同機が描かれている。茶色に塗装されたこの機体はハイザック用のシールドも装備している。
『機動戦士ガンダム THE ORIGIN』の世界観を踏襲した漫画『機動戦士ガンダム THE ORIGIN MSD ククルス・ドアンの島』では、ザク以前に開発されたMSであるヴァッフに同様の装備をほどこしたヴァッフ強行偵察型が一年戦争以前に運用されている。

### マイナーバージョン（強行偵察型）
ザクE・バズノーズ (ZAKU II BUZZNORSE)
『MSV』の文字設定が初出で（「バスノーズ」と表記）、書籍『GUNDAM WARS PROJECT Ζ』で立体化された（型式番号：MS-06E）。
ザク強行偵察型の背部に中距離航行用ブースターを装着した機体。「バズノーズ」という名称は、ブースター単体を指すとも、機体も含めた呼称であるとも言われる。一年戦争終結後に、地球連邦軍の兵器テスト・センターで機体の一部をハイザックのパーツを用いて改修され、運用されている。機体色は白で、両肩に青いスパイク・アーマーが装備されている。
ザクII［狙撃型］
ゲーム『機動戦士ガンダム バトルオペレーション Code Fairy』に登場（型式番号：MS-06L）。北米戦線の秘匿部隊「ノイジー・フェアリー」隊所属のヘレナ・ヘーゲル曹長の専用機で、強攻偵察型を狙撃機として改修した機体。高精度複合式モノアイを狙撃に転用し、実弾系の狙撃用ライフルを携行するなど、狙撃機として徹底したチューンがほどこされている。強攻偵察任務のための機動性強化や稼働時間延長のためのプロペラントの増加などはそのまま活かされているが、重力下での運用に合わせた防塵処理などのほか、狙撃任務に不要な偵察用カメラ類が廃されている。胸部の緊急離脱用ロケットも廃され、代わりにインテーク状のものが装備されている。左肩には通常のザクIIより短いシールドを装備。部隊カラーの薄紫と白を基調に、一部ダーク・グレーで塗り分けられている。
近接戦闘で貴重な光学カメラや狙撃用ライフルを全損し、ヘレナはイフリートに乗り換える。

### ザクフリッパー
『MSV』に登場。ザク強行偵察型の改良型。頭部デザインは大河原邦男による「（テレビ版）放映終了後のAプランモビルスーツ」と酷似している。
一年戦争中期に登場。頭部センサーやバックパックなどが一新され、機動力および索敵能力が向上している。特に頭部がモノアイセンサーから、三つ目のスコープカメラに変更され、ほかのザクシリーズと一線を画する。また、光学系センサーがおもであった強行偵察型ザクに比べて、レーザーや超音波のほかにミノフスキー物理学を応用したセンサーも搭載されている。このほか移動性能もブースター「バスノーズ」やプロペラントタンクにより増強された。「フリッパー（水かき）」の愛称は、背中の水かき状の複合探知システムに由来する。
就役は一年戦争末期であったため実績は少ないもの、ア・バオア・クー戦開始前のレビル艦隊への偵察任務に投入される。また、地上偵察にも用いられる。雑誌企画『ADVANCE OF Ζ 刻に抗いし者』において、連邦軍に接収されコクピット部分を全天周囲モニター・リニアシート方式へと換装された機体がティターンズのヒンカピー少尉によって運用される。本機は最終的に三次にわたる大規模近代化改修で内部パーツの多くをハイザックのものと共有化、戦闘で失った下半身をハイザックのものへ換装、さらに旧式機でも扱えるようにしたため威力が通常のものより低いとはいえ大型ビームカノンを搭載したことによりフリッパー・カスタムと言える半ば別物にまでなっている。
漫画『機動戦士ガンダム アグレッサー』では、狙撃用MSとして運用される。タイタス中尉が「ゴースト」と名付けた本機に搭乗し、「ダークネス」と名付けたスクートに接合したヅダの135ミリ対艦ライフルを携行する。作戦時には前面にフリージーヤード（ゴッグが装備するゲル状の物質）による膜を展開、周囲に浮遊する岩石を貼り付け中央の穴からライフルの銃身だけを出して身を隠し、徹甲弾で狙撃する。「ダークネス」には近接戦闘用にアクト・ザクのブルパップ・ガンに似た火器を収納している。一年戦争末期にソロモンに向かう連邦軍第23独立艦隊を待ち伏せ、長距離から敵艦のブリッジを狙撃するが、チェイス・スカルガードのジム2機を犠牲にした策略によって特定の地点におびき寄せられる。チェイスの乗る武装したスペースポッドと一騎討ちの死闘を繰り広げ、最後はハンド・グレネードによって撃破される。

### ホークアイ
漫画『機動戦士ガンダム バニシングマシン』に登場（型式番号：MS-06E-3 PLUS）。
ザクフリッパーの再改良型。胴体と脚部がパルスブースター8基を有するサイコミュ高機動試験用ザクと同型のものとなり、コクピットは複座となった。センサー類にも変更が加えられており、腕部はデジタル画像処理アームに換装され、肩部には従来のカメラに代わってオプチカルスキャナーが搭載されたほか、頭部センサーも改修が施されている。
一年戦争末期に連邦軍に占領されたソロモンを強行偵察した機体が存在するほか、グリプス戦役時にジャミトフ・ハイマンの乗艦を襲撃したジオン残党も本機を運用する。
また、『バニシングマシン』と同一の作者による漫画『新MS戦記 機動戦士ガンダム短編集』にも、宇宙世紀0092年頃のネオ・ジオンのMSとして同名の機体（型式番号：MS-19EもしくはAMS-119E）が登場しており、こちらでは頭部を始めとするアイザックの探索システムをサイコミュ高機動試験用ザクに搭載した機体とされている。

## サイコミュ試験用ザク
ムック『ガンダムセンチュリー』の文字設定が初出で、『MSV』でデザインと追加設定が作られた。メカニックデザインは大河原邦男。『MSV』での名称は「サイコミュシステム試験用ザク」または「Zタイプ・ザク」で、そのほかでは「サイコミュ搭載試験用ザクII (PSYCOMMU MOUNTED TEST MODEL)」とも呼ばれる。さらに「ビショップ (BISHOP)」のコードネームをもち、本機およびジオングの開発を含むプロジェクトは「ビショップ計画」と呼ばれる。
サイコミュ搭載のニュータイプ用MS、ジオングのテストベース機として開発された機体のひとつで（ほかに、中型戦闘機とモビルアーマー (MA) のブラウ・ブロが開発されている）、本機の型式番号末尾の "Z" は「ジオング」の頭文字から採られたものである。ザクII F型をベースとしているが、使用されたのはメイン・フレーム程度で、通常MSの倍のサイズとなるジオングの基本フォルムを縮小してスラスター配置も極力合わせられたため、頭部に若干の面影を残す以外にザクとはかけ離れた外観となっている。ジオング同様、両前腕部に有線誘導式5連装メガ粒子砲を搭載することが第一に課せられた条件であったものの小型化ができず、ジオングに採用予定のものをそのまま装備したため、腕だけが大型化しマウンテンゴリラのような外観になっている。2号機では腕部ビーム砲が小型化されるが、出力不足と射出回収システムの不具合が頻発し、のちに1・3号機と同仕様に改装されている。モノアイは後方周回式に変更され、頭頂部から後部まで視認が可能となっている。スラスターの合計推力は338トンにおよぶが、稼働時間は約10分と短い。塗装は隠密にテストをおこなうため、ダーク・グリーンを基調とする（1号機はアイボリーであったともいわれる）。
冷却サーキットとメガ粒子砲の小型化の難航により、ブラウ・ブロより10日遅れで完成する。3機が製造されてザンジバル級実験母艦「レムリア」に搭載され、護衛に補給設備を増設したムサイ級軽巡洋艦も随行してコレヒドール暗礁宙域でテストがおこなわれる。パイロットは開発本部が選出した適合者複数名の中から、最終的に本国防空大隊所属を含む3名が専任として充当されているが、腕部メガ粒子砲のデータはパイロットの能力差によりばらつきが生じている。実戦参加はしていないともいわれるが、いくつかの戦闘記録が確認されている。
作中での活躍
漫画『機動戦士ガンダム エコール・デュ・シエル』では、ヤハギ・フランジバックが搭乗し、ア・バオア・クー防衛戦に参加している（ただし、ヤハギの夢の中での描写）。
スマートフォンゲームアプリ『機動戦士ガンダム U.C. ENGAGE』のイベント「0079ペッシェ・モンターニュ ～序章 命、めぐりあいI～」では、ペッシェが搭乗。暗礁宙域で連邦軍MS隊と交戦し被弾、撤退する。なお、同ゲームでの機体名称は「サイコミュ試験搭載用ザクII」とされる。
ゲーム『機動戦士ガンダム サイドストーリーズ』のシナリオ「ミッシングリンク」では、ニュータイプの適性を示したマルコシアス隊のアンネローゼ・ローゼンハインのために、予備パーツから4機目が組み上げられる。胸部にマルコシアス隊の部隊章が描かれている。ア・バオア・クー防衛戦に参加するが、ペイルライダーとの交戦の際に行方不明となる。
『MSV』の設定を担当した小田雅弘の後年の発言によれば、2号機の専任パイロットはマリオン・フレイム少尉とされる。

### サイコミュシステム初期試験型ザク
漫画『ザ・ブルー・ディスティニー』に登場（型式番号：YMS-06Z）。
マリオン・ウェルチがクルスト・モーゼスのもとでテストしていた時に搭乗していた機体で、ビショップ計画の前段階として開発された。本機はテストのみの機体であったが、ここで得られたデータの一部はのちのビショップ計画に活用されている。
ニュータイプ特有の高い反応速度を活かすため、全身にスラスターを増設しており、細かい姿勢制御が可能。脚部も足首から先は推進器そのものである。頭部は解析装置が組み込まれたためやや大型化している（イフリート改を想起させる形状）。のちのサイコミュ試験用ザクやサイコミュ高機動試験用ザクと異なり、腕部は有線式5連装メガ粒子砲ではなく通常型のマニピュレーターである。そのため武装は背部に搭載した巨大な有線式ビット2基のみであるが、このビットはビームではなく実体弾を発射する。
漫画『機動戦士ガンダム バンディエラ』では、フラナガン機関で強化人間手術を受けたセリダ・ミルウェイ一等兵が搭乗する。なお、ビットはビームを発射している。

### サイコミュ高機動試験用ザク
『MSV』で設定された。当初の名称は「サイコミュシステム高速機動試験機」または「高速機動型ザク」で、そのほかでは「サイコミュ運用試験用ザクII」とも呼ばれる。
サイコミュ試験用ザクでは、高速機動での有線誘導サイコミュでのデータ収集に限界があった。そのため、2号機の下半身の歩行ユニットを取り外し、代わりにMS-16Xに予定されているものを一部転用した4基1組の大推力ロケット・エンジンを2基搭載したのが本機である。MA並みの機動性を誇るが、プロペラント容量の問題から試験時の短時間しか運用できない。降着時にはプレート状のランディング・ギアを使用する。ジオングの型式番号がMS-16(X)からMSN-02に変更された際に、本機もMSN-01の型式番号となっている。実戦向きの機体ではないが、サイコミュ試験用ザクの3号機とともにア・バオア・クーに移送され、実戦参加した記録が残されている。塗装は白を基調に、機体各部に赤のラインが記されている。
漫画『機動戦士ガンダムUC バンデシネ』では、ギラ・ズールをベースに、本機のコンセプトを宇宙世紀0096年の技術で再現したクラーケ・ズールが登場する。
劇中での活躍
アトラクション『ガンダムクライシス』では、濃淡ブルー・グレーを基調に塗装された機体が、地球連邦軍が占領して間もない宇宙要塞ソロモン（コンペイトウ）を襲撃している。
漫画『機動戦士ガンダム ゼロの旧ザク』では、ア・バオア・クー防衛戦時のSフィールドの要塞内部で、右半身を大きく損傷した機体が1コマのみ登場する。
スマートフォンゲームアプリ『機動戦士ガンダム U.C. ENGAGE』のイベント「0079ペッシェ・モンターニュ ～序章 命、めぐりあいI～」では複座となっており、グラナダでペッシェ軍曹が火器管制とサイコミュ担当、アシュレイ・ホーン大尉が操縦担当として搭乗する。初の実戦テストでは被弾し、稼働時間も限界を迎えたため後退する。「同 ～序章 命、めぐりあいII～」では、ニュータイプ戦闘部隊としてア・バオア・クー防衛戦に参加するため、キシリア・ザビ少将が座乗するグワジンを護衛しつつ向かうが、暗礁宙域での戦闘の際にソーラ・レイが発射され、サイコミュがその影響を受けてペッシェが意識を失う。その後ふたりはブラレロに乗り換えるため以降は登場しない。なお、同ゲームでの機体名称は後述の『サンダーボルト』版を踏襲している（中黒はなし）。
小田の後年の発言によれば、引き続きマリオン・フレイムがパイロットを務めたとされる。

#### 『機動戦士ガンダム サンダーボルト』におけるサイコミュ高機動試験用ザク
漫画・アニメ『機動戦士ガンダム サンダーボルト』では、ア・バオア・クー防衛戦でビリー・ヒッカム少尉が搭乗する。アニメ版ではオールレンジ攻撃をおこない、多数の連邦軍MSを撃破するが、右腕のメガ粒子砲を破壊される。また、機体名称は「サイコミュ・システム高機動試験機」とされる。漫画版ではその後、南洋同盟の一員となったビリーがソーラ・レイ奪取作戦においてふたたび搭乗し、守備隊のジムと交戦する。その際、ビリーは本機を「タコザク」と呼んでいる。
漫画『サンダーボルト外伝』では、一年戦争終結直後にビリーが岩礁に秘匿していた愛機をみずから回収している。サイド6の領空外で、追撃するキシリア派残党のギャン4機と交戦。戦果は不明だが逃走に成功する。

## そのほかのバリエーション

### ザクWITHインターセプターユニット
漫画『アウターガンダム』に登場（型式番号：MS-06・D2）。
サブフライトシステムに近い発想の「インターセプターユニット」とセットで運用されるザクIIの派生機で、ザクII部はFZ型に酷似しているが、ランドセルが通常のFZ型のものより大型になっている。武装はインターセプターユニットに装備された火砲やミサイルなどで、ザクIIそのものは武装を携行していない。
ジオン軍の機動要塞に配備されており、星一号作戦発動準備に伴う連邦軍艦隊の集結を妨害すべく、集結しつつあった第七艦隊を攻撃する。

### ザク大気圏突入試験型
メカニックデザイン企画『MSV90』に登場。
連邦軍が単独での大気圏突入が可能なMSの開発に成功したことを受けて試作されたもので、普段は背部に装備しているウェイブシールドを取り外し、その上に搭乗するかたちで大気圏突入を行う。機内温度の上昇を抑制するため、機体へのセラミックタイルの使用やクーリング・システムの搭載を行っているほか、機体各所にバーニアや姿勢制御ブースターが設けられている。

### スティルスザク
「サイバーコミックス」に掲載された小説『TOP GUNDAM』に登場。
一年戦争末期に進められていたMS不可視計画「ニューオリンズ計画」によって開発された機体。高い空中機動力を発揮できる空中戦用MA的な機体であり、頭部以外の機体形状もザク系列とはかけ離れたものになっている。最大の特徴として、全身に可変迷彩コーティングが施されており、BGビジョン・カラーセンサーとの連動によって、機体名にある「スティルス」の通りに光学的にその姿を消すことが可能。
一年戦争終戦後、洋上ホバー空母「グラーフ・ツェッペリン」を母艦とする連邦軍のパイロット訓練校「TOP GUNDAM」所属機が、ジオン軍残党が使用するスティルスザクと交戦する。

### ザク・ユニットコマンダー
『TOP GUNDAM』に登場（型式番号RMS-06 RF-3B）。
一年戦争後、地球連邦軍が老朽化したザクIIの接収機を改造して製作した、月面地下資源探査を目的とする作業用MS。コックピット付近には通信機材が増設されるとともに、大型の高出力デジタル無線パックを装備しており、これらの指揮用電子機材を用いてセンサー・システムを備えた無人・4脚の探査ユニット群を管制する。作中で管制した探査ユニットの数は13機。一方で、脚部のスラスターは取り除かれている。
月面ハンビーガー山脈付近で探査活動に従事していた機体が、地下資源のデータを狙ったジオン軍残党の高機動型ゲルググの襲撃を受けるが、探査ユニットとの連携によってこれに辛勝している。

### ザク-ゾンビ
「電撃ホビーマガジン」の雑誌企画『ソロモンエクスプレス』に登場。
連邦軍との兵員数の差を補うべく、ザクIIを改造して製作された遠隔操作式の無人MS。有人指揮官機のマニピュレーターに備わったレーザー通信装置から、10種類の基本動作の指示を受けて行動する。その性質上、有人機のような高度な機動を行うことはできない。頭部のモノアイは廃されており、一部の機体はモノアイを塞いだ箇所にダミーモノアイが描かれている。
ブリティッシュ作戦やソロモンおよびア・バオア・クー防衛戦に投入されており、『機動戦士ガンダム』作中などで描かれた「指差しザク」は本機を操作中の指揮官機だと解釈されている。

### パーフェクト・ザク
漫画『機動戦士ガンダムMSV戦記 ジョニー・ライデン』に登場。
一年戦争末期に立案されたMS開発計画のうち、ビーム兵器を運用可能なMS量産化案のプランA（ゲルググ）、実弾による性能強化案のプランB（フルバレットザク）の他に存在した、単機で戦局を覆す超高性能MS開発案であるプランCを基に開発された機体。プランCは廃案となったが、戦後に立案者であるDr.Qが極秘に開発を進め、工場船102「幽霊船」で作り上げた。
数百を量産した中から選出された最上のパーツだけで構成されており、全高は30m、頭長高は20mという、開発当時の通常のMSの約1.5倍の大型機となっている。武装面では右腕3連ビームキャノンや腰部2連拡散ビーム砲のビーム兵器の内蔵をはじめ、左腕にはルナチタニウム製のシールド&ヒートカッターという攻守兼用兵器、背部には5つの有線サイコミュと大型ビームキャノンを組み合わせ、ジオン公国のマークに意匠されたバックモジュールを装備している。また、磁界誘導したビーム攪乱幕を霧状に纏うビーム攪乱機能を有するほか、ルナチタニウム合金からなる機体装甲自体も弾丸を弾くよう曲面加工が施されており、攻守に優れた超高性能機といえる。なお、「パーフェクト・ザク」の名はDr.Qが独自に命名したもので、公には「プランC」としてあつかわれている。
宇宙世紀0082年、真・ジオン公国議会として決起したDr.Qの乗機となり、鎮圧・破壊に訪れたジオン公国軍残党部隊を撃ち破りつつ、ジオン共和国攻撃のため「幽霊船」より発進。ヘビーガンダム率いる連邦軍のジオン共和国駐留部隊を壊滅させるが、残党部隊内のジョニー・ライデンとシン・マツナガが乗る高機動型ザクII後期型による連携攻撃によって撃墜される。
なお、漫画『プラモ狂四郎』では、当機とは別に同名の量産型ザクの改造プラモデルが登場している。

### ミサイル装備型ザク
ツクダホビーのウォー・シミュレーションゲーム『ジーク ジオン』の拡張キット『トワイライト オブ ジオン』に登場（型式番号：MS-06L）。
ザクIIの肩部シールドとスパイク・アーマーを外し、ミサイル・ポッドを両肩（5連装）・両前腕・両脚（3連装）・腰部両側面（2連装）に装備した機体。ほかにヒート・ホークを標準兵装とする。艦隊戦の際の火力支援に使用されている。

### サナリィ・ザク
漫画『機動戦士ガンダムF91プリクエル』に登場。名称は単行本第3巻の巻末資料によるが、「制作過程上の仮のもの」であるとの注意書きがある。
サナリィによってスラスターの増設など推力と機動性の強化がおこなわれており、バックパックは大型化している。宇宙世紀0123年のF91ヴァイタル2機の稼働実験の際に、追跡用の標的役を務める。

## その後のザクの流れを汲む機体
以下の機体はリンク先を参照。
- アクト・ザク
- ハイザック
- マラサイ
- ゼク・アイン
- ザクIII
- ザクIV
- ギラ・ドーガ
- ギラ・ズール
- ザクラオ

### レギュシオ・ザック
「サイバーコミックス」に掲載された小説『TOP GUNDAM』に登場。
連邦に転向したジオン系の技術者F・レギュシオンによって設計された機体。作中では宇宙世紀0080年代後半における連邦軍の主力機となっており、舞台となる連邦軍のパイロット訓練校「TOP GUNDAM」に所属するハルトマン中尉も本機のカスタム機を乗機としている。

### スザク（S・ザク・ザクIII改・改）
漫画『機動戦士VS伝説巨神 逆襲のギガンティス』に登場。ネオ・ジオン総帥シャア・アズナブルの乗機。
武装はビーム・ライフルや、左右のフロント・スカートに搭載されたビーム・キャノン、ヒート・ホークを装備。外見はマラサイに似た頭部をはじめ、複数のジオン系MSの特徴を持っている。スカートにビームを備える構造はザクIIIと共通する。
巨神の発動を阻止すべくシャアが搭乗し、居合わせたアムロ・レイたちと協力して巨神の撃退に向かう。自軍のMS部隊は巨神の攻撃により壊滅状態に陥るが、メガゼータとの共闘により撃退に成功する。

### RFザク（初期型）
漫画『機動戦士ガンダムF90』が初出。「初期型」および「後期型」の呼称は漫画『機動戦士ガンダムF90 ファステストフォーミュラ (F90FF)』の関連企画「月刊モビルマシーン」による。
「オールズモビル」と呼ばれる、宇宙世紀0116年に蜂起したジオン残党系テロ組織（火星を拠点に移したあとは「火星独立ジオン軍」とも呼ばれる）が運用する「RF（リファイン）シリーズ」のひとつ。外観はザクIIの「レプリカ」と言えるほどに同じであり、これは初期のほかのRFシリーズにも共通する特徴である。これは0105年のマフティー動乱以降、地球圏全域で「ザク」というMSを宇宙市民を護る「サイクロプス」、スペースノイドを虐げる「ガンダム」に立ち向かう「抵抗者」と捉えるカルチャーが生まれたことと無縁ではないとされる。
その一方で内部は高性能化されており、その性能はギラ・ドーガを上回り、グスタフ・カールと比肩する。RFシリーズの設計は、ほとんどがジェガンやヘビーガンと同様のユニバーサル規格によって高度にモジュール化されており、テロリストでも容易に調達が可能となっている。外部のパイプなどはすべてダミーである。
作中での活躍
『F90』冒頭の0120年にサナリィがテスト運用中のF90 2号機を、ハンブラビが使用していた「海ヘビ」のようなワイヤー・アンカーを使用して捕獲・強奪する。その後も火星独立ジオン軍の主力機として、連邦軍追撃部隊の前にたびたび登場する。
漫画『機動戦士ガンダム クライマックスU.C. 紡がれし血統』では、0116年にサイド4コロニー「フロンティアI」でテロ活動を行う。
漫画『F90FF』でも0116年（初春とされる）の様子が描かれ、これはオールズモビルの最初の戦闘行動としている。またそれ以前の0115年末には、のちにオールズモビルに合流するテロ組織「NSP」がサイド2コロニー「アメリア」で右肩にAE社のロゴマークを記して作業用MSとして秘匿運用しており、それに気付いた特務部隊「ファステストフォーミュラ」のディル・ライダー准尉が1機を強奪してほかのRFシリーズ（ドム、ゲルググ、ゲルググキャノン、ギャン）と交戦、ギャンを撃破する。その後、ディルは母艦でF90 2号機に乗り換える。このようにオールズモビル蜂起以前からジオン残党のいくつかでRFシリーズは運用されており、連邦軍参謀本部はこれら「懐古趣味」の機体群を揶揄して「オールズモビル」のコード・ネームを付けている。

#### RFザク（後期型）
スーパーファミコン用ゲーム『機動戦士ガンダムF91 フォーミュラー戦記0122』に登場。
オールズモビルが軍組織としての活動を再開した宇宙世紀0121年以降に用いられた、後期型RFシリーズのひとつ。この頃にはそれまでの「レプリカ」とは異なり、必ずしも原型機と同じ外観や兵装には固執していない。これは、奪取したF90 2号機のデータがフィードバックされたこと、軍組織としてさらなる規格化が求められたこと、ブッホ・エアロダイナミクス社およびクロスボーン・バンガードの支援が得られたことに起因する。
火星基地の生産力は連邦軍ルナツー工廠に匹敵し、RFシリーズが500機生産されたと考えられている。後期型RFシリーズはムーバブル・フレームの共用性が高く、装甲と兵装を換装することでRFグフへと仕様変更が可能となっている。RFシリーズの技術はオープンソース化され、オールズモビル戦役終結後も地球圏全域に拡散しており、モビルワーカーの生産設備があれば量産は難しくない。
武装
120ミリマシンガン
名称はゲーム『SDガンダム GGENERATION』シリーズによる。『フォーミュラー戦記』ゲーム内の名称は「マシンガン」。
スペック表に「ビーム・ライフル」を記載した資料もあるが、関連は不明。
ビーム・ホーク
ゲーム内の名称は「B・ホーク」。『GGENERATION』などでは「ビーム・アックス」と呼ばれる。ビーム・スプレーガンを兼ねるとする資料もある。
ビーム・ランチャー
ゲーム内の名称は「ランチャー」。「ビーム・バズーカ」とも呼ばれる。
クラッカー
ゲーム内で使用可能だが、スペックに記された資料はない。
シールド・マシンガン
「2連装バルカン砲」とも呼ばれる。ゲームでは使用できないが、設定画の右肩シールド下端に2門の砲口が確認できる。
作中での活躍
ゲーム序盤から中盤にかけての敵機として登場する。
ゲーム『GGENERATION』シリーズでは、『F90』のシナリオに登場するRFザクが初期型ではなく後期型の本機となっている。そのため「海ヘビ」を装備している。

### ザク50
ゲーム『SDガンダム Gジェネレーション』シリーズに登場。宇宙世紀0130年に、アナハイム・エレクトロニクスがデモンストレーション用に開発したザクに似た大型MA。
一年戦争終結50周年記念イベントの一環として出展された宣伝用の機体。アナハイム社の実績と技術のアピールのため、かなりの高性能機にされている。

### 新生ザク
短編映像作品『GUNDAM Mission to the Rise』に登場。
光速域での活動を目的とした機体であり、形状はザク系列の意匠を残してはいるものの、流線形に近い独特なものになっている。性能などの詳細は不明。
光速への到達を目的とした作戦「MISSION TO THE RISE」のために発進した「新生ガンダム」を追撃すべく発進し、新生ガンダムとともにブラックホール内部へと突入する。

## ボルジャーノン
『∀ガンダム』に登場。
アメリア大陸ルジャーナ領の首都オールトンの西に位置するマウンテンサイクル（現在のアメリカ合衆国サウスダコタ州近辺）で大量に発掘されたため、その領主ボルジャーノ公の名前からボルジャーノンと名付けられ、ミリシャの戦力として多数使用された。外見は『機動戦士ガンダム』に登場するザクIIとほとんど同じであるが、コクピット形状などは、『機動戦士ガンダム 第08MS小隊』のMS-06JC型の特徴を備えている。ほかにも、駆動音やマシンガンの発砲音が異なること、オリジナルのザクにはないホバー走行の機能が確認できる（小説版によれば、発掘された時点でコクピットには「MS-06F ZAKUII」の刻印があったという）。カラーリングはすべてグリーンで統一されている。バズーカなどの武装は発掘後にルジャーナ・ミリシャで製作された。
また、ザクI（旧ザク）に似た機体も1機のみ発掘され、こちらは隊長機として使用されたが性能は悪かったようである。この機体にはギャバン・グーニーが搭乗。このギャバン専用ボルジャーノンのみはブラックで塗装されていた。∀ガンダムとの力比べでモノアイガードを曲げられてからは、ギャバンもノーマルのボルジャーノンに乗り換え、この機体は式典襲撃時の囮用として破棄される。初期案ではギャバンが乗り換えたノーマルのボルジャーノンの額には、一般機との差別化としてギャバンの額にある傷と同じような模様が描かれる予定があったという。なお、前述にあるように当初はギャバン機のみであったが、後に複数機が発掘されたようで、第25話の戦闘においてノーマルタイプと同じ緑基調のカラーリングをした2機がギャバン機やソシエ機とともに強化型ウォドムに対して攻撃をしているシーンがある。
レット隊はボルジャーノンを「ザク」と呼称する。宇宙の民の敵であるガンダムに対し、勇敢に立ち向かったひとつ目の戦士サイクロプスとして、ザクもガンダム同様に宇宙の民の間で語り継がれている。
パイロットであるルジャーナ・ミリシャのスエサイド部隊は、危険なエンジン（もっとも、それが核融合炉であるとは彼らも認識していないが）を搭載した機械人形に乗り戦う命知らずの決死隊という意味で「自殺的行為」（suicidalあるいはsuicide）の名がついた。イングレッサ・ミリシャの多くのカプル・パイロット同様、やはり彼らも航空機パイロット出身であるらしい。
劇中での活躍
作中、ボルジャーノンはカプルとともに地球勢（各地のミリシャの連合軍）の主力として活躍。おもにマリガン大佐指揮下のギャロップで運用し、数多く発掘される。登場した当初は、ハリー・オード大尉のスモーを撃退したり、奇襲戦でスモーを撃墜するが、中盤以降はよく撃破されたうえに1機が搭載された核に誘爆し核爆発を起こす。うち2機はウィルゲムに搭載され月へ行く。ハリー大尉指揮のもと親衛隊と共同戦線をはり、アグリッパ・メンテナーのクーデターを阻止、月に平穏を取り戻す。しかしグエン・サード・ラインフォードの裏切りに遭いボルジャーノンが奪われ、∀ガンダムやカプル、親衛隊とともにホエールズで地球へ帰還。帰還後は再びマリガン指揮下に入ったようで、ギャロップと行動をともにする。なお、帰還時に地球ではムーンレィスの技術者によってボルジャーノンの量産化が成功したとも取れる発言があったが、地球に侵攻してきたギンガナム隊のマヒローに敵わず多くが撃破される。